# Real Colegio de Obstetras y Ginecólogos
Royal College of Obstetricians and Gynaecologists (RCOG) – es un Colegio profesional con base en Gran Bretaña. Sus miembros, incluidas las personas con y sin títulos médicos, trabajan en los campo de la obstetricia y la ginecología. La RCOG se dedica a "mejorar lo sexual y reproductiva en todo el mundo."
El Colegio cuenta con más de 12.000 miembros en más de 100 países, más de la mitad de estos residen fuera del Reino Unido.
Sus objetivos principales son fomentar la investigación y el desarrollo de la ciencia y la práctica de la obstetricia y ginecología, así como la mejora de la atención sanitaria en el ámbito de la sexología, reproducción a través:
- La mejora de las normas de organización y servicio,
- Las normas profesionales del médico y su renovación,
- Mejores prácticas constituidas por la auditoría y, la investigación,
- Establecer mecanismos para supervisar la aplicación de las normas,
- Informar al paciente sobre qué esperar cuando buscan tratamiento.[5]

## Historia

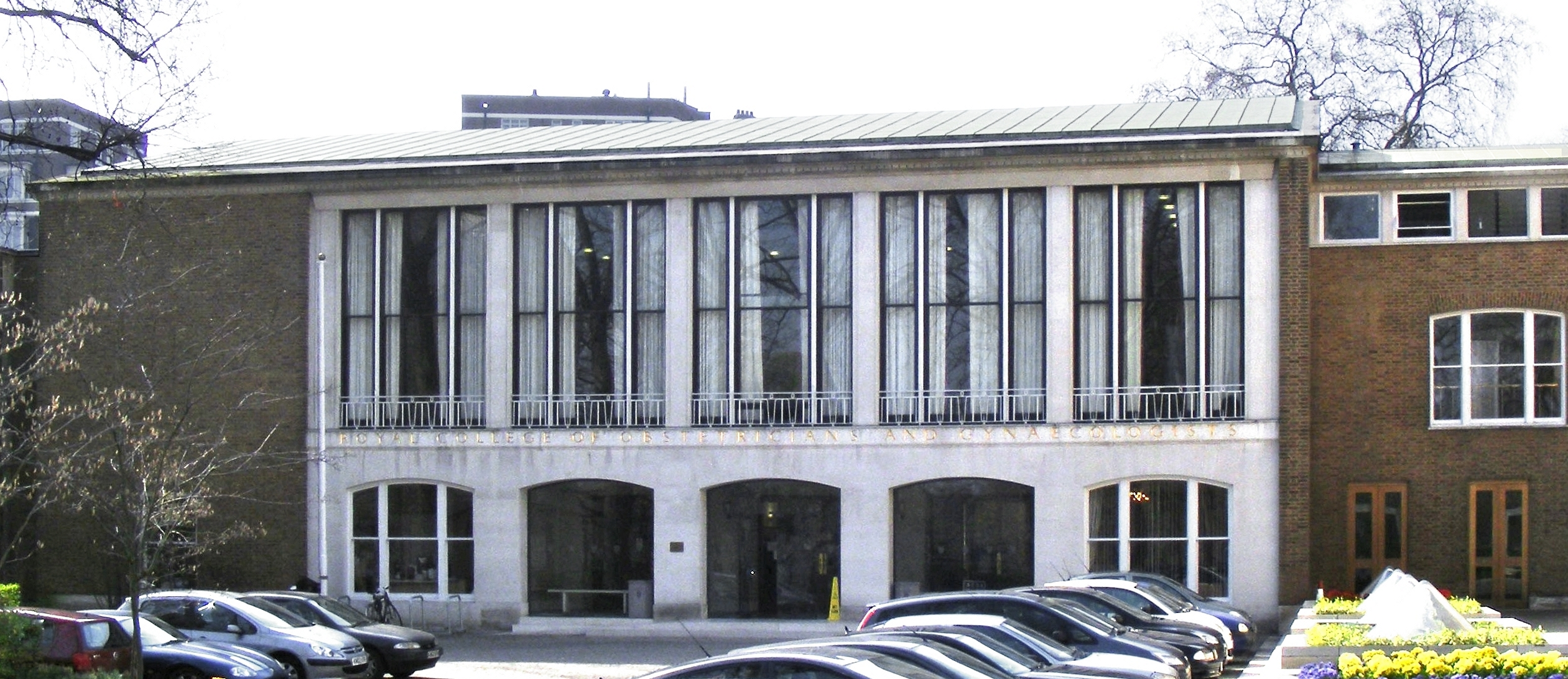
Sede de la RCOG en Londres.

El Real Colegio de Obstetras y Ginecólogos fue fundado como Colegio Británico de Obstetricia y Ginecología en septiembre de 1929, por los profesores William Blair-Bell y Sir William Fletcher Shaw. La RCOG recibió el estado Real, el 21 de marzo de 1947. Durante los tres primeros años, la asociación tenía su sede en las oficinas ubicadas en 20 St John Street en Manchester. En 1932, la sede fue trasladada a Londres en la calle de la reina Anne 58. El edificio fue inaugurado oficialmente por la duquesa de York Elizabeth Bowes-Lyon el 5 de diciembre de 1932. Debido a la continua expansión de la RCOG, en 1952, la asociación se trasladó a un local más amplio en el Queen Anne Street. Y se trasladó a su ubicación actual en el 27 Sussex Place, Regent Park, Londres. El nuevo edificio fue inaugurado oficialmente por la reina Isabel II el 13 de julio de 1960.

## Revistas
'BJOG An International Journal of Obstetrics and Gynecology'
La BJOG es una revista revisada editorialmente independiente propiedad del Real Colegio de Obstetras y Ginecólogos, publicando trabajos en todas las áreas de obstetricia y ginecología, incluida la anticoncepción, uroginecología, fertilidad, oncología y práctica clínica. Es uno de los diarios más leídos en obstetricia y ginecología. Tenía un factor de impacto de 3.437 y Journal Citation Reports del ISI rango de 6/70 (Ginecología) en 2009. BJOG también tiene podcasts.
The Obstetrician & Gynaecologist
La TOG es la revista para el desarrollo profesional continuo, del Real Colegio de Obstetras y Ginecólogos. La revista es conocida por sus críticas y artículos clínicos.